# Petrelik
Petrelik (în bulgară Петрелик) este un sat în Obștina Hadjidimovo, Regiunea Blagoevgrad, Bulgaria.

## Demografie
Componența etnică a satului Petrelik
     Bulgari (95,58%)
     Nicio identificare (4,41%)
     Altele (0%)
La recensământul din 2011, populația satului Petrelik era de 181 locuitori. Din punct de vedere etnic, majoritatea locuitorilor (95,58%) erau bulgari. Pentru 4,41% din locuitori nu este cunoscută apartenența etnică.